# Colin Lee
Colin Lee (Torquay, 12 giugno 1956) è un dirigente sportivo, allenatore di calcio ed ex calciatore inglese, di ruolo di centrocampista.

## Palmarès

### Giocatore

#### Competizioni nazionali
- Second Division: 1

Chelsea: 1983-1984
- Full Members Cup: 1

Chelsea: 1985-1986